# 166 (число)
166 (Сто шістдеся́т шість) — натуральне число між 165 та 167.

## У математиці
- 166 — число Сміта

## В інших галузях
- 166 рік, 166 до н. е.
- NGC 166 — спіральна галактика (Sa) в сузір'ї Кит.